# Élections législatives de 2020 aux Îles Vierges des États-Unis
Les élections législatives de 2020 aux Îles Vierges des États-Unis ont lieu le 3 novembre 2020 afin d'élire les membres de la Législature des Îles Vierges, un territoire non incorporé et organisé des États-Unis.
Un référendum sur la convocation d'une assemblée constituante est organisé le même jour.

## Système électoral

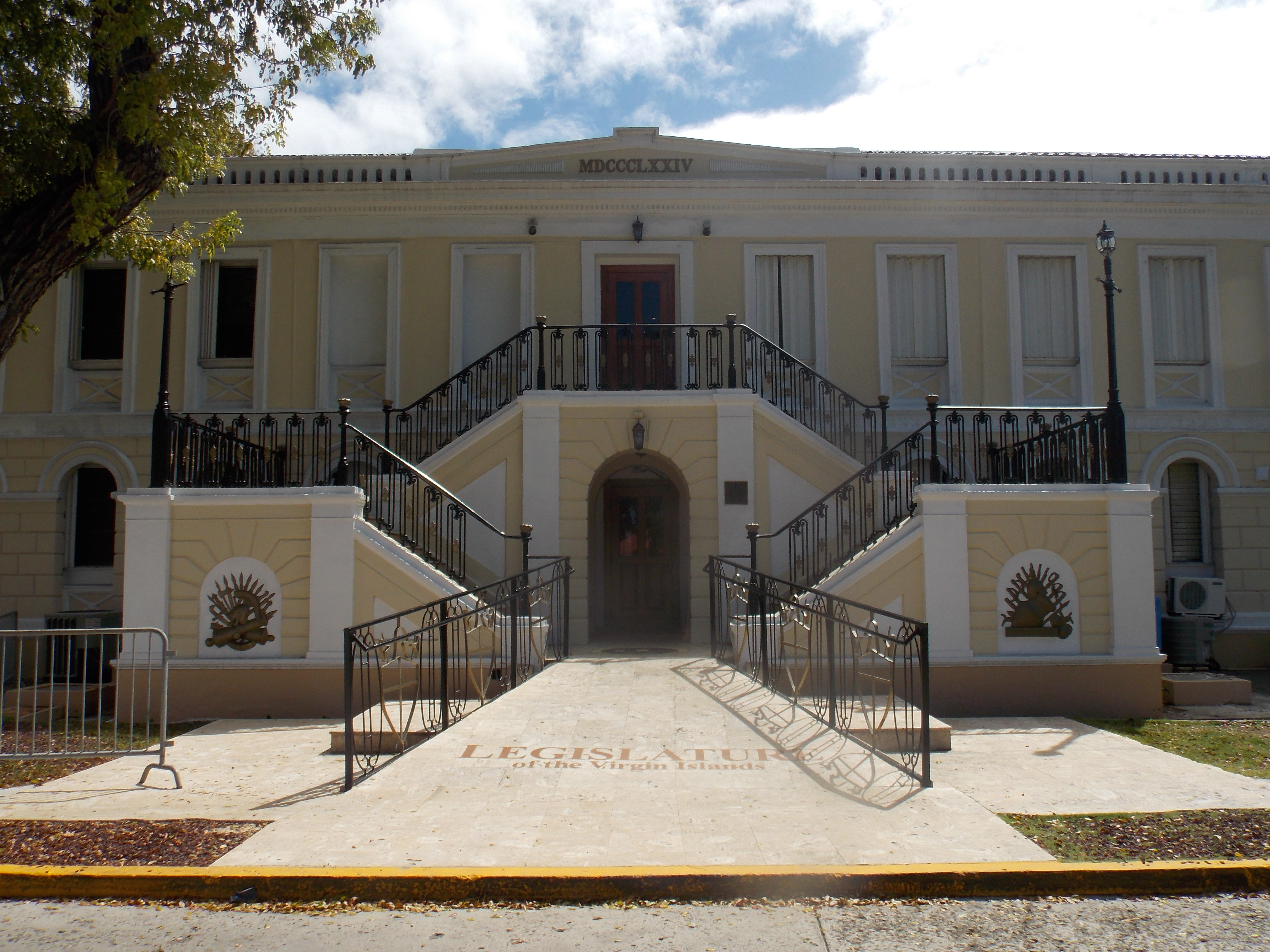
Le bâtiment de la législature à Charlotte-Amélie.

Les Îles Vierges des États-Unis sont dotées d'un parlement unicaméral, la Législature — communément appelée Sénat —, dotée de 15 sièges pourvus pour deux ans au scrutin majoritaire. 
Sur ce total, 14 sont pourvus au scrutin majoritaire plurinominal dans deux circonscriptions de sept sièges chacune, l'une correspondant à Sainte-Croix et l'autre à Saint-Thomas et Saint John. Les électeurs disposent d'autant de voix que de sièges à pourvoir, et les utilisent à raison d'une voix par candidat. Les sept candidats ayant reçu le plus de voix dans leur circonscription sont déclarés élus. Enfin, le quinzième et dernier siège est élu au scrutin uninominal majoritaire à un tour par les électeurs de l'ensemble du territoire des Îles Vierges, mais seuls les résidents de Saint John peuvent s'y porter candidats.
La législature des Îles Vierges a la particularité d'être la seule avec Hawaï à ne comporter régulièrement aucun élu du Parti républicain.

## Résultats
Chaque électeur étant doté de sept voix à répartir sur les candidats de sa circonscription, ainsi que d'une voix dans la circonscription territoriale unique, le total des voix est largement supérieur au nombre de votants.
| Partis                 | Partis                                   | Circonscriptions | Circonscriptions | Circonscriptions | Territoire | Territoire | Territoire | Total | +/-           |
| Partis                 | Partis                                   | Voix             | %                | Sièges           | Voix       | %          | Sièges     | Total | +/-           |
| ---------------------- | ---------------------------------------- | ---------------- | ---------------- | ---------------- | ---------- | ---------- | ---------- | ----- | ------------- |
|                        | Parti démocrate (D)                      |                  |                  |                  |            |            |            |       |               |
|                        | Mouvement indépendant des citoyens (ICM) |                  |                  |                  |            |            |            |       |               |
|                        | Parti républicain (R)                    |                  |                  |                  |            |            |            |       |               |
|                        | Indépendants                             |                  |                  |                  |            |            |            |       |               |
|                        |                                          |                  |                  |                  |            |            |            |       |               |
| Votes valides          |                                          |                  |                  |                  |            |            |            |       |               |
| Votes blancs et nuls   |                                          |                  |                  |                  |            |            |            |       |               |
| Total                  | Total                                    |                  | 100              | 14               |            | 100        | 1          | 15    | en stagnation |
| Abstention             |                                          |                  |                  |                  |            |            |            |       |               |
| Inscrits/Participation |                                          |                  |                  |                  |            |            |            |       |               |